# 圣保利剧院废墟
圣保利剧院废墟（德语：Theaterruine St. Pauli）是德国德累斯顿赫特维耶特尔（Hechtviertel）社区原新教路德宗圣保利教堂（St.-Pauli-Kirche）的废墟，现在用作夏季剧院和教堂。
1889年5月31日，由德累斯顿建筑师克里斯蒂安·施拉姆（Christian Schramm）设计的三侧厅教堂举行奠基仪式。1891年2月4日，举行献堂仪式，容纳1000名信徒。
这座教堂在1945年1月16日和3月2日美国空军的德累斯顿轰炸中严重受损。1965年至1969年，堂会信徒们拆除了这栋建筑，只有外墙被保留下来。
1996年，堂会作为所有者与斯特萨德（Stesad）签订了一份为期50年的合同，斯特萨德首先采取安全措施（由德累斯顿市出资50万德国马克）。1997年，废墟作为一个文化和会议场所开放。从2010年到2012年，这座废墟进行扩建和翻新，耗资260万欧元，特别是建造了一个400平方米的玻璃屋顶。

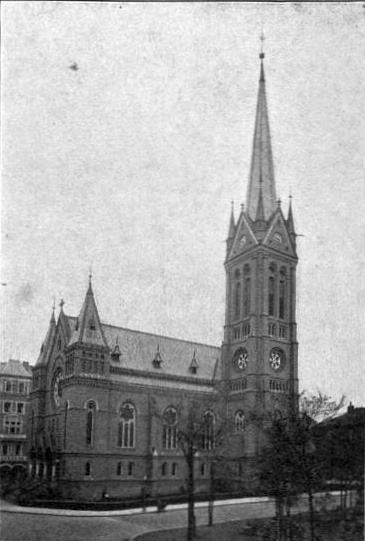
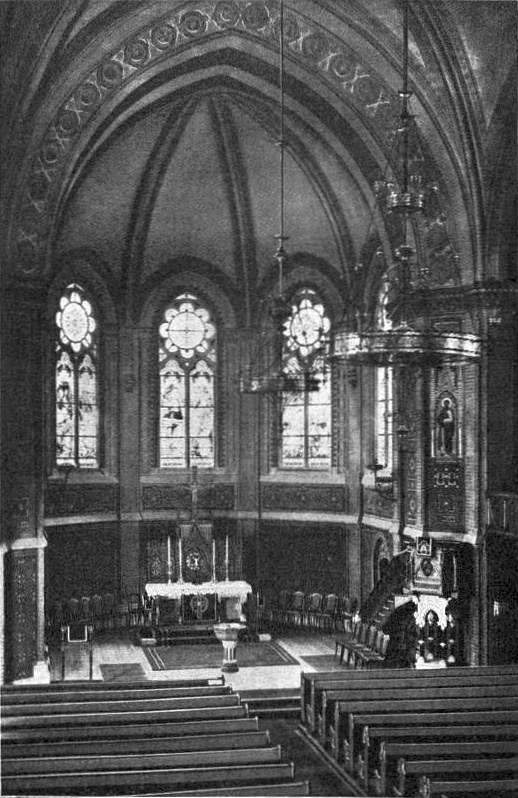
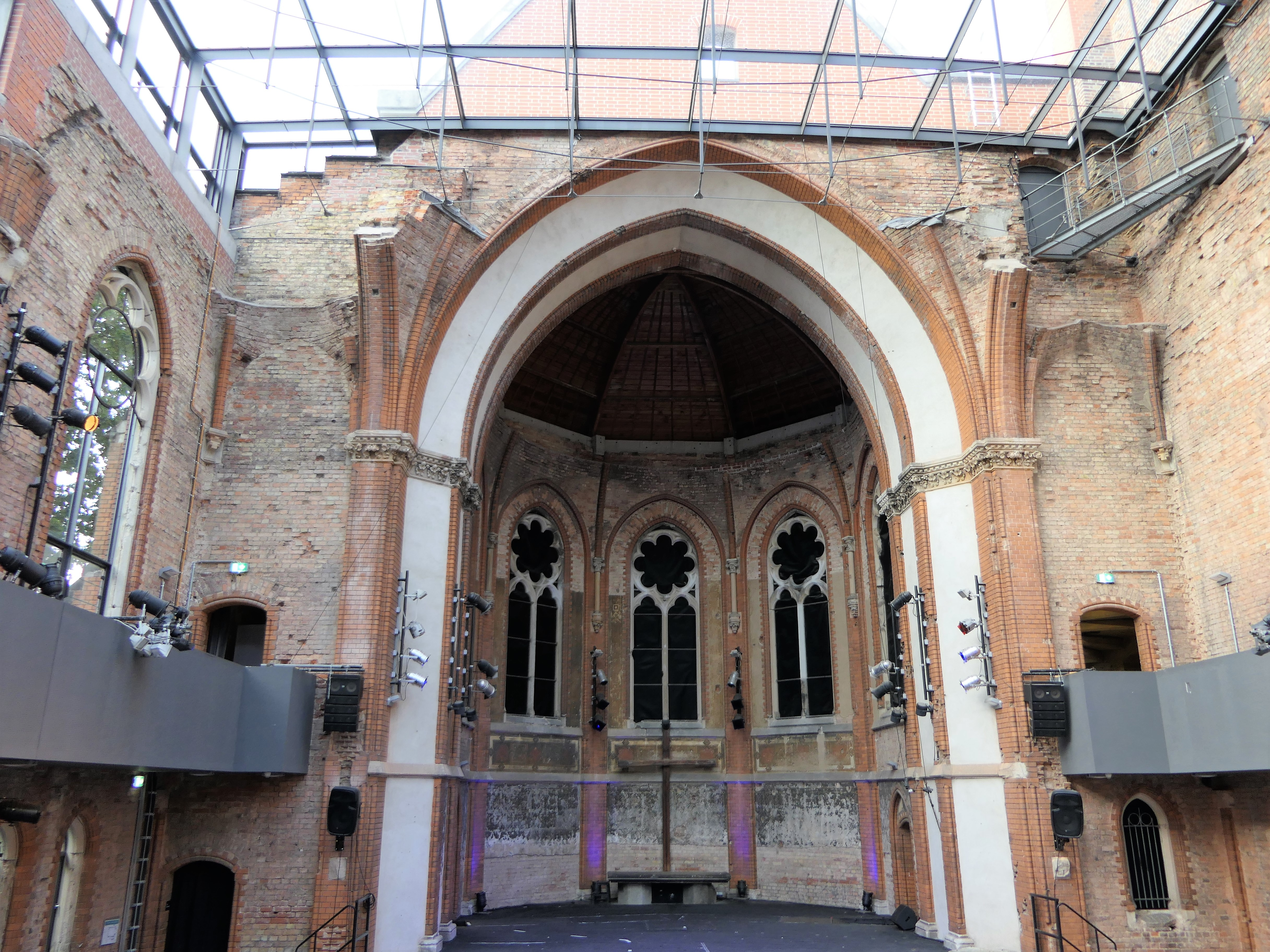
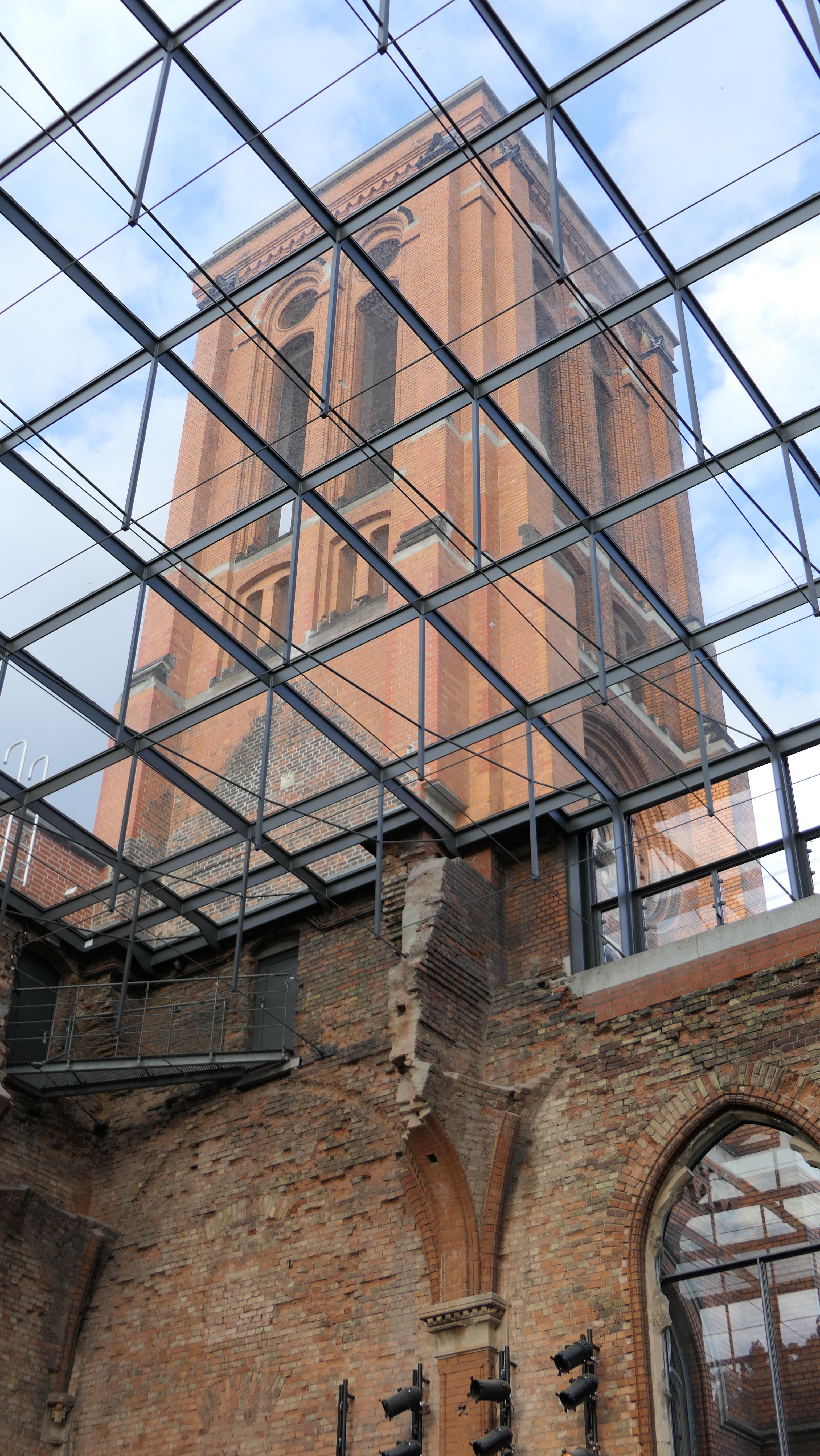
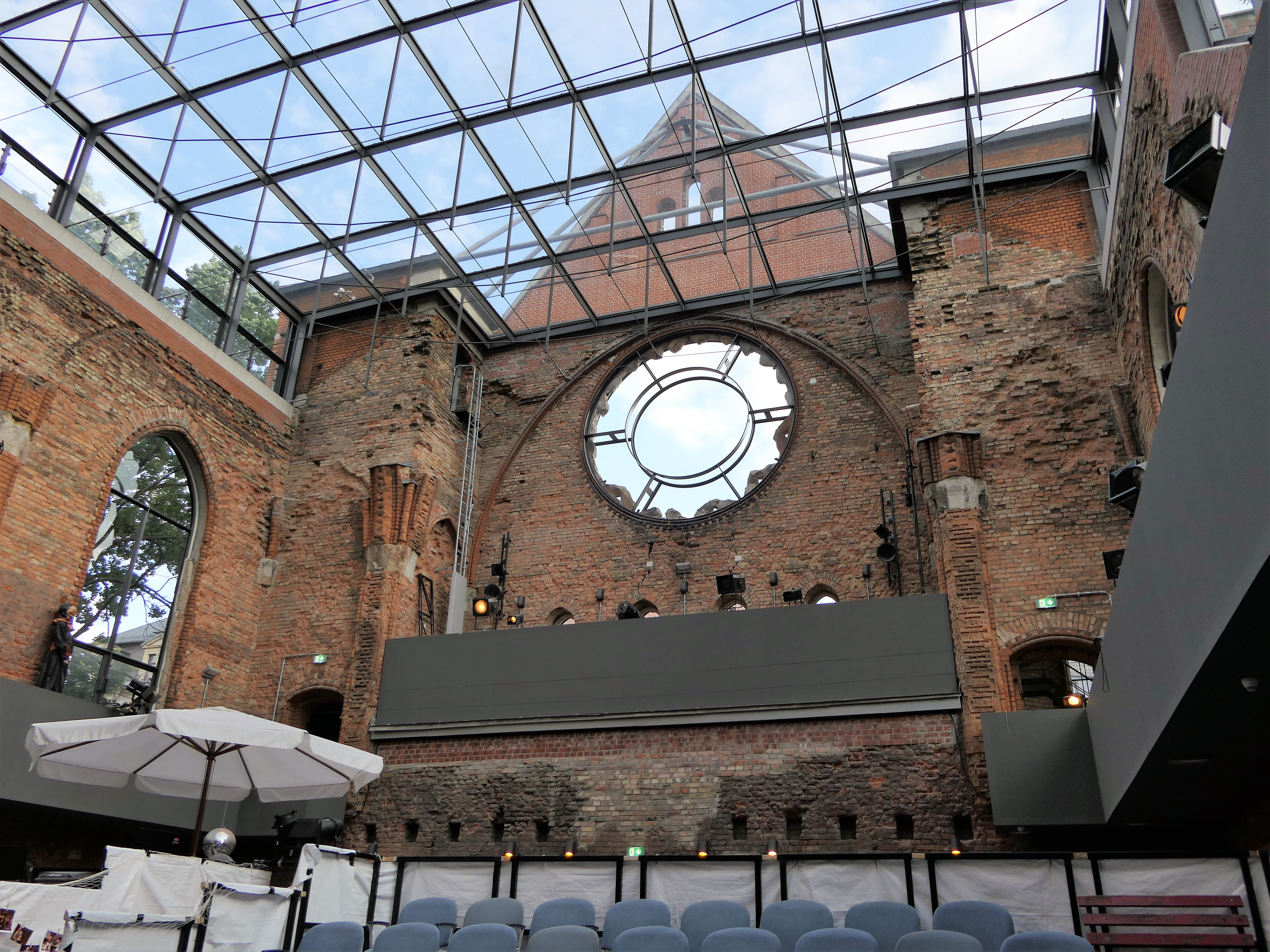

自1999年起，承租人为非营利协会TheaterRuine St. Pauli e.V.,年租金为50000欧元。。该剧团由专业演员支持的业余演员组成。该协会成立于1999年，负责戏剧的运营。旨在从文化上复兴圣保利遗址，并将其描绘成一个长期的场所。每年约有2万名宾客参加该协会约60场客座活动和音乐会，以及约80场剧院演出。
这里上演的剧目包括古典戏剧、当代德国戏剧和音乐剧。其中最成功的作品包括《唐璜》（莫里哀）, 《皆大欢喜》、《魔笛》、《乞丐歌剧》（Die Bettleroper）、《仲夏夜之梦》等。